# Chrysoteuchia porcelanellus
Chrysoteuchia porcelanellus là một loài bướm đêm trong họ Crambidae.